# Vernamalon spilopterum
Vernamalon spilopterum är en stekelart som först beskrevs av Morley 1913.  Vernamalon spilopterum ingår i släktet Vernamalon och familjen brokparasitsteklar. Inga underarter finns listade i Catalogue of Life.